# Thomas Bscher

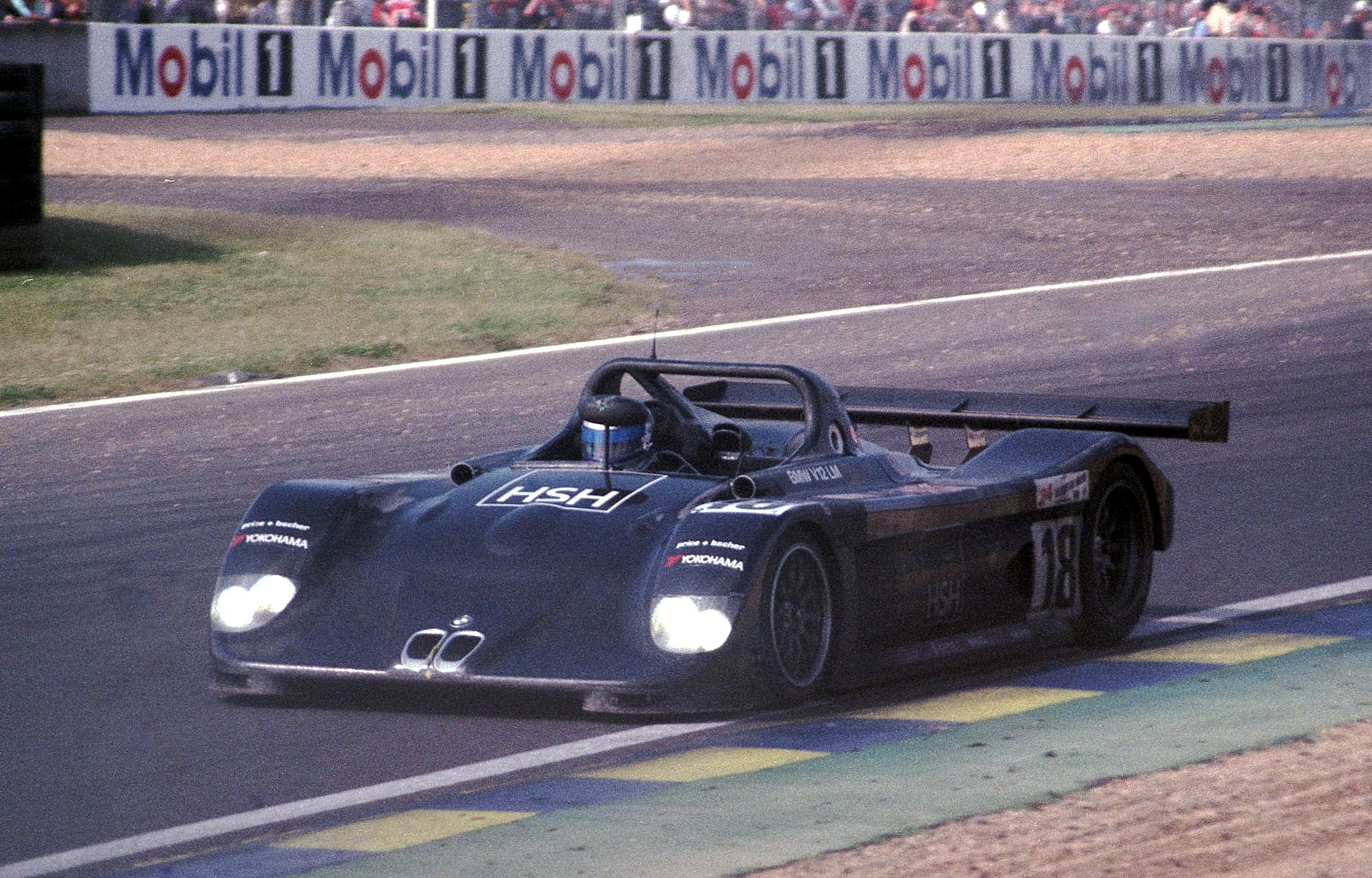
Thomas Bscher am Steuer des BMW V12 LM beim 24-Stunden-Rennen von Le Mans 1999

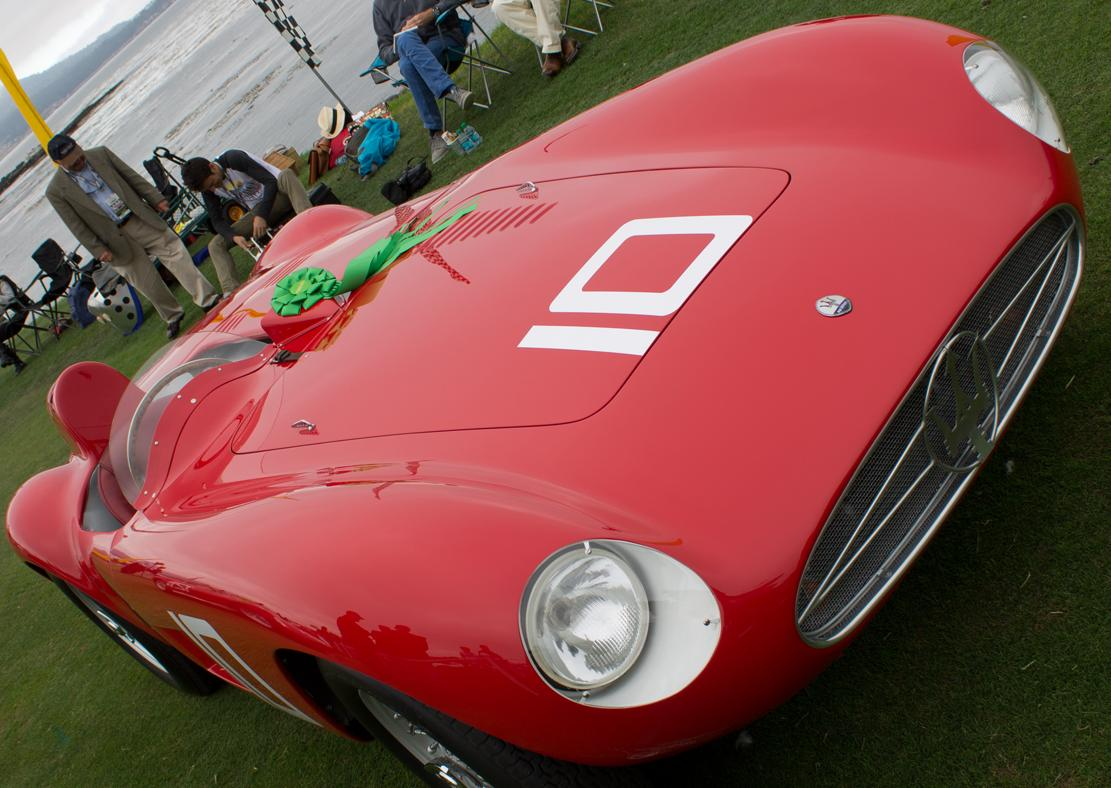
Im Eigentum von Thomas Bscher: Maserati 300S Fantuzzi Spyder

Thomas Bscher (* 2. April 1952 in Köln) ist ein ehemaliger deutscher Rennfahrer, Banker und von 2003 bis 2007 Präsident der Bugatti Automobiles innerhalb des Volkswagen-Konzerns.

## Leben und Karriere
Thomas Bscher wurde als Enkel des Bankiers Robert Pferdmenges, der seit 1930 Teilhaber des Bankhauses Sal. Oppenheim war, geboren. Er studierte BWL und war von 1986 bis 1995 als Vertreter der Familie persönlich haftender Gesellschafter bei Sal. Oppenheim.
Bscher wurde im Motorsport als Rennfahrer bekannt, als er in einem McLaren-BMW Mitte der 1990er-Jahre mit dem Dänen John Nielsen in der GT-Serie fuhr. 1995 wurde Bscher zusammen mit Nielsen Gesamtsieger der BPR Global GT Series auf einem McLaren F1 GTR mit BMW Motor. Beim ersten Lauf der Saison FIA-GT-Meisterschaft 1997 erreichte Bscher am 13. April 1997 auf dem Hockenheimring einen dritten Platz in der GT1-Klasse.
Im selben Jahr fuhr er einen Kremer K8 Spyder und gewann mit John Nielsen das 1000-km-Rennen von Monza. 2000 gründete er seinen eigenen Rennstall „Thomas Bscher Promotion Team“, der mit ihm selbst und den Fahrern Geoff Lees und Jean-Marc Gounon beim 24-Stunden-Rennen von Le Mans 2000 auf einem BMW V12 LMR startete. Bedingt durch einen beim Segeln erlittenen Brustwirbelbruch im Jahr 2000 gab Thomas Bscher den aktiven Rennsport auf.
Bei seiner Tätigkeit als Rennfahrer lernte er den damaligen BMW-Chef Bernd Pischetsrieder kennen. Pischetsrieder, mittlerweile VW-Chef, holte Thomas Bscher 2003 auf Grund seiner Erfahrungen als Banker und Rennfahrer zum VW-Konzern und Bscher übernahm den Präsidentenposten bei Bugatti.
Unter der Führung von Bugatti-Chef Thomas Bscher entstand die Serienfertigung des Bugatti Veyron 16.4 im elsässischen Werk in Dorlisheim bei Molsheim. Anfang 2007 gab Bscher bekannt, nachdem die vielen technischen Probleme des 1,2 Millionen Euro teuren 1001-PS-Wagens Veyron gelöst seien, sehe er seine Aufgabe als erfüllt an, und erklärte seinen Rücktritt.
Thomas Bscher ist mit der Konzertpianistin Inga Fiolia verheiratet. Er hat eine Tochter und einen Sohn.
2005 kaufte er das Berliner Haus Schlüterstraße 45. 2013 kündigte er dem Betreiber des Hotels Bogota wegen Mietschulden.
Sein Vermögen beläuft sich auf 1,4 Milliarden Euro (Stand: 2020). Er gehört damit zu den reichsten Kölner Bürgern.

## Statistik

### Le-Mans-Ergebnisse
| Jahr | Team                    | Fahrzeug             | Teamkollege     | Teamkollege        | Platzierung | Ausfallgrund |
| ---- | ----------------------- | -------------------- | --------------- | ------------------ | ----------- | ------------ |
| 1994 | Seikel Motorsport       | Porsche 968 Turbo RS | John Nielsen    | Lindsay Owen-Jones | Ausfall     | Unfall       |
| 1995 | West Competition        | McLaren F1 GTR       | John Nielsen    | Jochen Mass        | Ausfall     | Unfall       |
| 1996 | David Price Racing      | McLaren F1 GTR       | John Nielsen    | Peter Kox          | Rang 4      |              |
| 1998 | Gulf Team Davidoff      | McLaren F1 GTR       | Rinaldo Capello | Emanuele Pirro     | Ausfall     | Unfall       |
| 1999 | David Price Racing      | BMW V12 LM           | Steve Soper     | Bill Auberlen      | Rang 5      |              |
| 2000 | Thomas Bscher Promotion | BMW V12 LM           | Geoff Lees      | Jean-Marc Gounon   | Ausfall     | Unfall       |

### Sebring-Ergebnisse
| Jahr | Team           | Fahrzeug   | Teamkollege   | Teamkollege | Platzierung | Ausfallgrund |
| ---- | -------------- | ---------- | ------------- | ----------- | ----------- | ------------ |
| 1999 | Price & Bscher | BMW V12 LM | Bill Auberlen | Steve Soper | Ausfall     | Unfall       |

## Medien
- Julia Friedrichs und Jochen Breyer: Die geheime Welt der Superreichen. Das Milliardenspiel. ZDFzeit, 12. Dezember 2023. Dokumentarfilm mit Porträt Thomas Bschers, online verfügbar

## Trivia
Aufmerksamkeit erlangte er dadurch, dass er eine Zeit lang täglich zwischen Köln und Frankfurt pendelte und dabei Spitzengeschwindigkeiten von über 300 km/h erzielte.